# فيتورينو، بارانا
فيتورينو، بارانا بلدية في ولاية بارانا في المنطقة الجنوبية من البرازيل.